# Apeadero de Meiral
El Apeadero de Meiral, igualmente conocido como Apeadero de Arneiro-Meiral, fue una estación ferroviaria del Ramal da Lousã, que servía a la localidad de Meiral, en el Distrito de Coímbra, en Portugal.

## Historia

### Apertura al servicio
Este apeadero se encontraba en el tramo entre las estaciones de Coímbra y Lousã del Ramal da Lousã, que abrió a la explotación el 16 de diciembre de 1906, por la Compañía Real de los Caminhos de Ferro Portugueses.

### SigloXXI
En febrero de 2009, la circulación en el Ramal da Lousã fue temporalmente suspendida para la realización de obras, siendo los servicios sustituidos por autobuses.
El tramo entre Serpins y Miranda do Corvo fue cerrado el 1 de diciembre de 2009, para las obras de construcción del Metro Mondego.